# Платоненко Галина Павлівна
Галина Павлівна Платоненко (нар. 3 листопада 1953, село Чернеччина, тепер Краснопільського району Сумської області) — українська радянська діячка, начальник відділу освіти Дергачівського району Харківської області. Депутат Верховної Ради УРСР 11-го скликання (у 1988—1990 роках).

## Біографія
Освіта вища.
З 1970-х років — заступник директора з навчально-виховної роботи Черкасько-Лозівської середньої школи Дергачівського району Харківської області.
На початку 2000-х років — начальник відділу освіти Дергачівського району Харківської області.

## Нагороди
- ордени
- медалі